# Aérodrome de Fianarantsoa
L'aérodrome de Fianarantsoa est un aérodrome situé à Fianarantsoa, une ville des hautes terres de Madagascar, capitale de la province de Fianarantsoa et chef-lieu de la région Haute Matsiatra.

## Situation
L'aéroport se trouve à 3 km au nord-est du centre-ville de Fianarantsoa.

## Destinations
| Compagnies     | Destinations |
| -------------- | ------------ |
| Air Madagascar | Antananarivo |